# 土偶

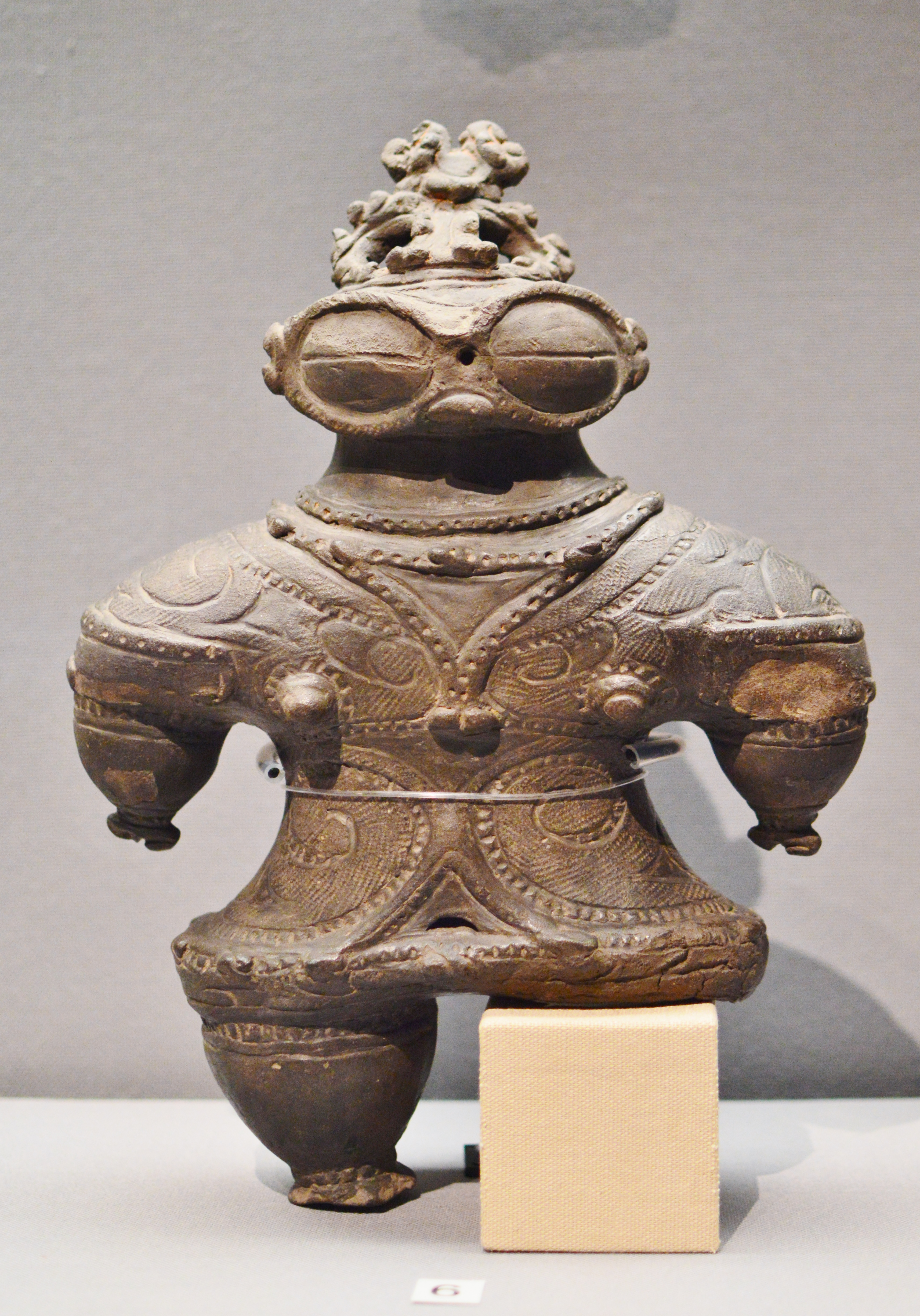
土偶 青森県亀ヶ岡遺跡出土（重要文化財・東京国立博物館所蔵）／遮光器土偶の代表例。cf. 一覧での解説。

土偶（どぐう）は、最狭義では、縄文時代頃の日本列島で作られていた土人形を指す。

## 定義
この定義上では、霊的存在（神や精霊）と思しき像も人型であればこれを含む一方、人および人型の存在以外の生物ならびに非生物は含まれないことになり、例えば動物や道具をかたどったものは「土偶」ではなく「土製品」（どせいひん）という扱いになり、「動物形土製品」（例：猪形土製品）、「○○形土製品」（例：鐸形土製品）などと呼ばれる。ただし、やや広い別の定義では、上述したうちの非生物以外も全て「土偶」と呼んでおり、従って、「人物土偶」「動物土偶」などという名称が用いられるほか、古墳時代に作られた（生物系の）埴輪も「埴輪土偶」と呼ばれている。しかし「埴輪土偶」を過去の名称であると明言する資料もある。要するに、現状における「土偶」の定義はこの点で曖昧と言わざるを得ず、文化庁が文化財指定時に付与する名称でさえ未だに統一されていない。もっとも、動物や非生物を土偶に含めない定義（最狭義）が主流になって久しい。これらの定義上の土偶は、北海道、本州、四国、九州といった日本各地で出土している一方、これらから遠く離れた島嶼部（南西諸島など）からは発見されていない。
最広義では、縄文時代や日本列島に限らず、時代と地域を問わない世界史上および世界各地における同様の考古遺物を指し、古くは新石器時代まで遡ることができる。しかし上述の通り、狭義の用語としての「土偶」の曖昧さは、最広義の「土偶」にも反映されてしまう。
本項では、特筆しない限り、最狭義の「土偶」すなわち「縄文時代頃（※弥生時代等に属する出土物は疑わしく認定されていないが、定義する時点で排除されるべきものではない）の日本列島で作られていた、人および人型の霊的存在を表現したと思しき、素焼きの土製品」について解説し、必要に応じてそれより広義の土偶についても後述する。
なお、材質が土でなく石であれば「岩偶」（がんぐう）もしくは「石偶」（せきぐう）と呼び、縄文時代の出土品ではこれも多い。他方、木材による「木偶」（もくぐう）は、縄文時代の出土例は無く、弥生時代以降のものが知られている。

## 概要
| メトロポリタン美術館（米国ニューヨーク市）が所蔵する縄文土偶 |  | メトロポリタン美術館（米国ニューヨーク市）が所蔵する縄文土偶 |
| メトロポリタン美術館（米国ニューヨーク市）が所蔵する縄文土偶 |  |                                                              |

世界的には、こうした土製品は、新石器時代の農耕社会において、乳房や臀部を誇張した女性像が多いことから、通常は農作物の豊饒を祈る地母神崇拝のための人形と解釈されることが多い。ただし、世界史的には、狩猟・採集段階の時代のものとしての類例はあまりない。
日本では、海外の考古学書の翻訳において、"ceramic figurine" や "terracotta (figurine)" の訳語として「土偶」を使用することもある。
縄文土器と同様、土偶も出土地域や時期によって様々な様式のものがある。
現在知られている限りで日本最古級の土偶は、三重県で2箇、滋賀県で1箇が出土した縄文時代草創期後半のもの、すなわち、粥見井尻土偶と相谷土偶である。
次いで上野原遺跡から縄文時代早期の土偶が出土したが、鬼界カルデラの大噴火の影響か九州では後期まで姿を消す事になる。
早期には近畿、関東東部にも広がっている。中期終半には、東北地方を除いてほとんど作られなくなるが、後期には東日本を中心に復興する。
晩期には東北地方で亀ヶ岡式文化と呼ばれる文化が発達し、遮光器土偶等、従来のものより、より精巧な土偶が作られるようになった。
弥生時代には東北地方を除いてほとんど作られなくなり、同地方でも盛んに作られたのは弥生時代前期までで、中期には衰退する。

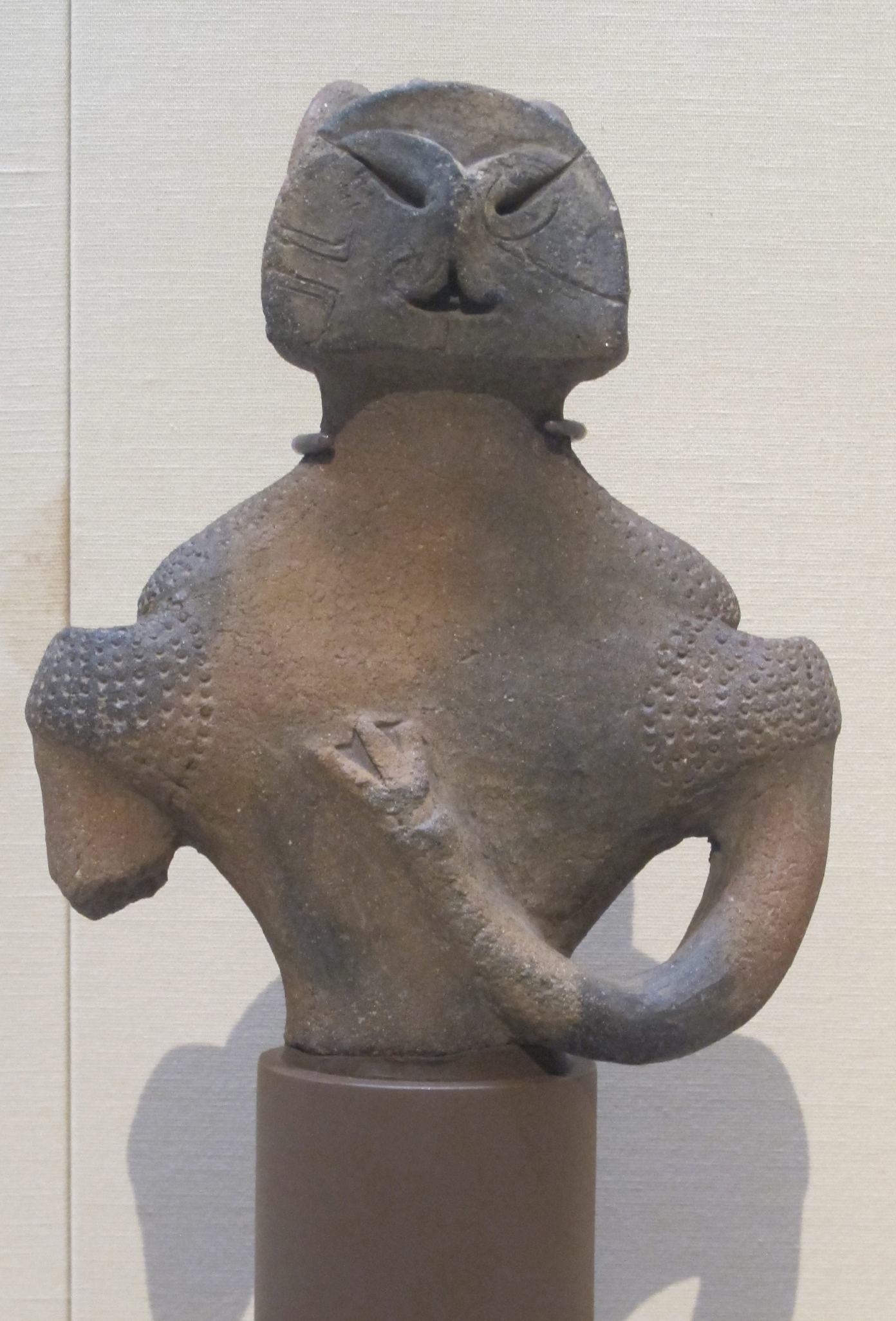
山梨県笛吹市御坂町上黒駒出土／ポーズ土偶（仕草や行為を表象した土偶）の代表例。縄文時代中期。東京国立博物館所蔵。

国立歴史民俗博物館（千葉県佐倉市）の調査によれば、日本全国の出土総数は15000体ほどである。武藤、譽田(2014)は、18,000点程度としている。出土分布は東日本に偏っており、西日本での出土はまれである。千葉県佐倉市にある吉見台遺跡からは、600個以上の土偶が出土している。また、「土偶とその情報研究会」（八重樫純樹）の調査によれば、全国で約1万1千個程度が資料化され、それから類推して、縄文時代につくられた土偶総数を約3千万個とする説もある。

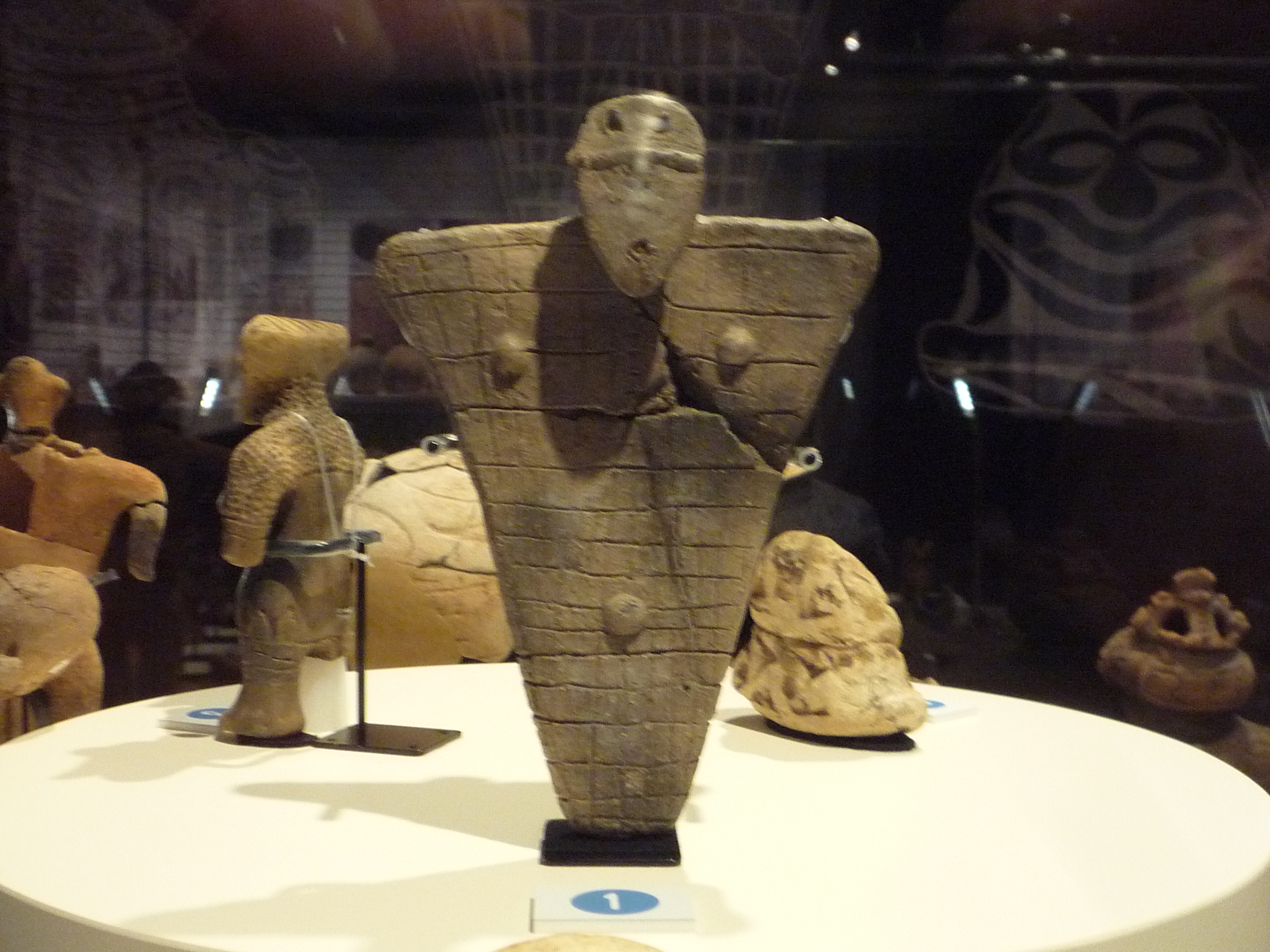
秋田県北秋田市伊勢堂岱遺跡出土の板状土偶

現在までに出土している土偶は大半が何らかの形で破損しており、故意に壊したと思われるものも多い。特に、脚部の一方のみを故意に破壊した例が多い。そのため、祭祀などの際に破壊し、災厄などを祓うことを目的に作成されたという説がある。また、大半の土偶は人体を大きくデフォルメして表し、特に女性の生殖機能を強調していることから、安産・多産などを祈る意味合いがあったものと推定する説もある。その他、用途に関しては、生命の再生、神像（女神像を含む）、精霊の像、呪物、お守り（護符）など様々な説がある。子供の玩具やお守りであったとする説、破壊することで身体の悪い所の快癒を祈ったとする説、ばらばらになるまで粉砕された土偶はそれを大地にばら撤くことが豊穣の祈念を意味したとする説などもある。また、集落のゴミ捨て場などに投棄された状態で出土されることが非常に多く、これは、最初から意図的に破壊して投棄することが目的であったという説を支持するものである。ほかにも、考古学者・水野正好の唱える説では、縄文人は冬期の太陽の弱まりを怖れ、土偶祭祀は冬を中心に行われたという。

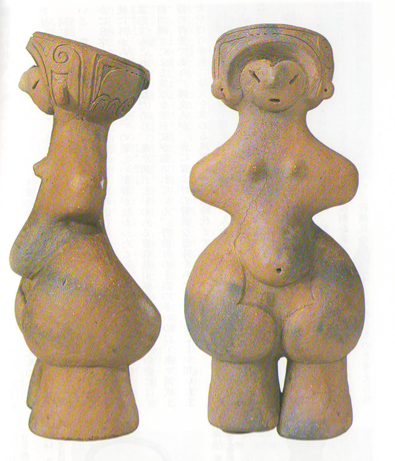
土偶 長野県茅野市棚畑遺跡出土／縄文のビーナス。

土偶（※最狭義）は、人または人型の霊的存在を、こねた土で造形表現し、素焼きで焼成している。全体的には人体を模して成形されているが、頭・胴・手・足などでは抽象的表現が非常に目立つ。しかし、乳房、正中線（せいちゅうせん）、妊娠時の腹部、女性器、臀部など、特定の部位および状態の表現は具体的なものが多い。ほとんどの土偶は女性型であるが、北海道千歳市にあるウサクマイ遺跡群の縄文時代晩期層から出土した板状土偶（ばんじょうどぐう）のように、男性器の表象と考えられる突起部を股間に有するものや、体型の異なる2体の土偶が同時に出土し、片方が男性と考えられるものなど、男性型と思しき土偶も数点の発見例がある。構造については、まずは内部の空洞の有無、すなわち中空（中が空いている）か中実（中まで詰まっている）かで大別し、それぞれを「中空土偶」（ちゅうくうどぐう）「中実土偶」（ちゅうじつどぐう）と呼んでいる。中空土偶は、縄文時代中期に出現する。また、人体を部位別に作ってから組み立てる構造であったかもしれないものと、そうでない普通のものがあり、前者の例としては、既知で最古級の土偶である相谷土偶（滋賀県の相谷熊原遺跡から出土した土偶）を挙げることができる。
動物土偶は、縄文時代後期から晩期にかけて、主に東日本から出土しており、最も数の多い猪（いのしし。瓜坊を含む。cf. 日ノ浜遺跡出土の動物土偶）を始めとして、犬（いぬ）、猿（さる）、熊（くま）、鼯鼠（むささび）、海豹（あざらし）にも見える動物、水鳥、亀（かめ）、水生昆虫のゲンゴロウ類などがある。
土偶の中に見られる線刻から当時の日本人に入れ墨文化があった傍証とみる考え方がある。線刻は埴輪にも続いて見られる

## 出現

### 発生期の土偶
現在知られている限りで日本最古級の土偶は、三重県で2箇、滋賀県で1箇が出土した縄文時代草創期後半のもの、すなわち、粥見井尻土偶と相谷土偶である。いずれも小形で、やや厚みのある板状、頭と両腕を突起で表現しており、顔や手足の表現を欠くが、乳房は明瞭に表現されている。
縄文時代早期前半になると、関東地方東部に逆三角形や胴部中程がくびれた形の土偶が出現し、早期後半には東海地方にまで分布を広めて、それぞれが明確な土偶形式を形成している。前期は、この延長線上で板状土偶が発達した。しかし、この段階の線刻礫や土偶が実際にどのような目的で造形されたのかは分かっていない。

### 立像土偶

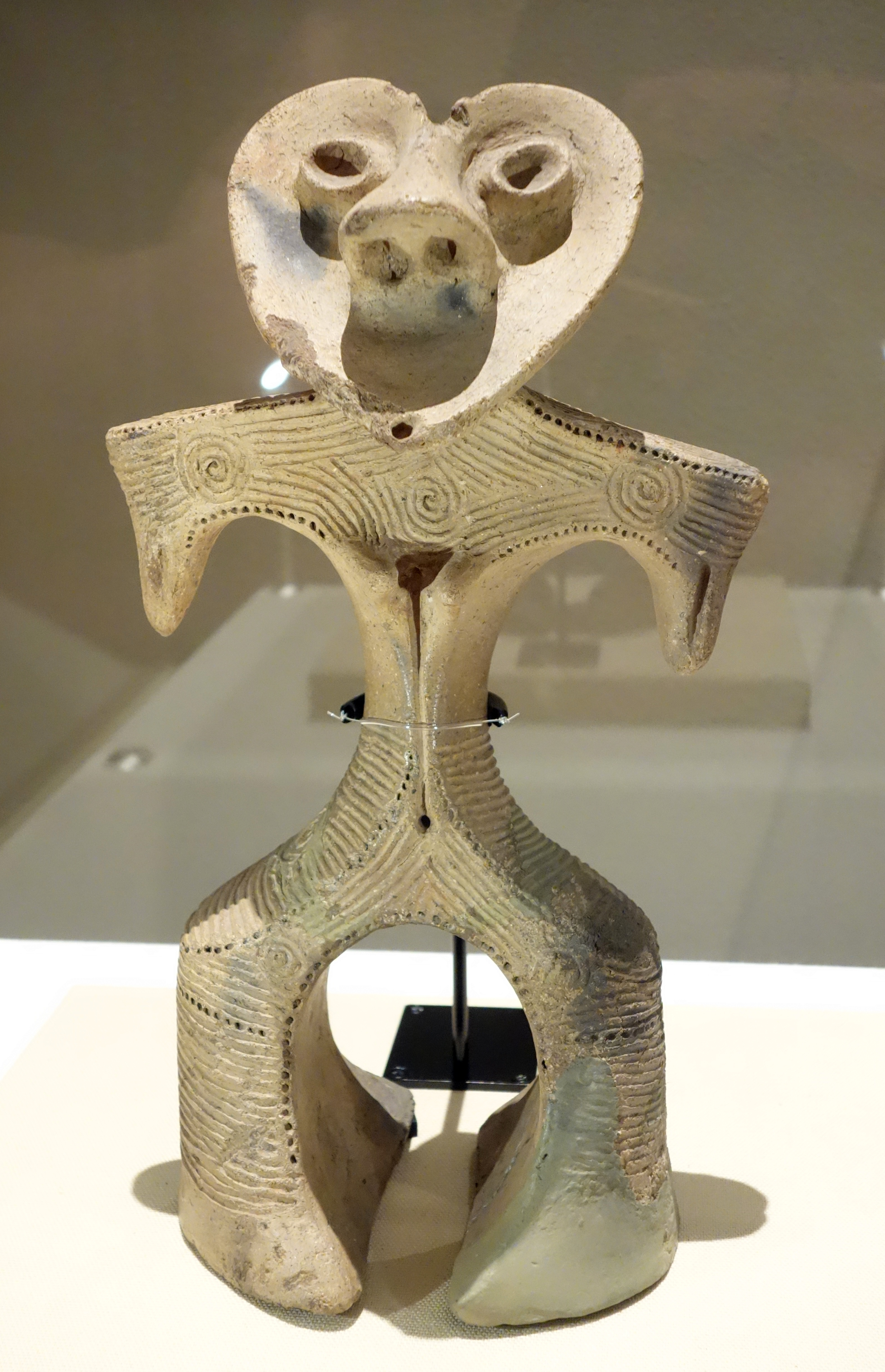
群馬県東吾妻町出土のハート形土偶

縄文時代中期初頭になると土偶は立体的になり、頭部と四肢の表現が明瞭化すると共に、土偶自体が自立できるようになる。この造形変化は、縄文時代の全期を通じて最も大きなものであった。しかし、突然に変化したのではなく、前期後半には顔の表情豊かな土偶が既に現れていた。表情豊かな土偶で現在知られている最も古い時代に属するものは、縄文時代前期前半の千葉県の石揚遺跡（千葉県柏市泉石揚1254ほかに所在）から出土したものであり、扁平・円形の頭部に2～6個の丸い孔があけられている。同じような表情豊かな土偶は、東海地方から関東地方までの東日本で現れ、当時の土器型式圏を越えた広い範囲に分布している。それが前期末葉になって、新たな変化は東北地方で現れ始める。

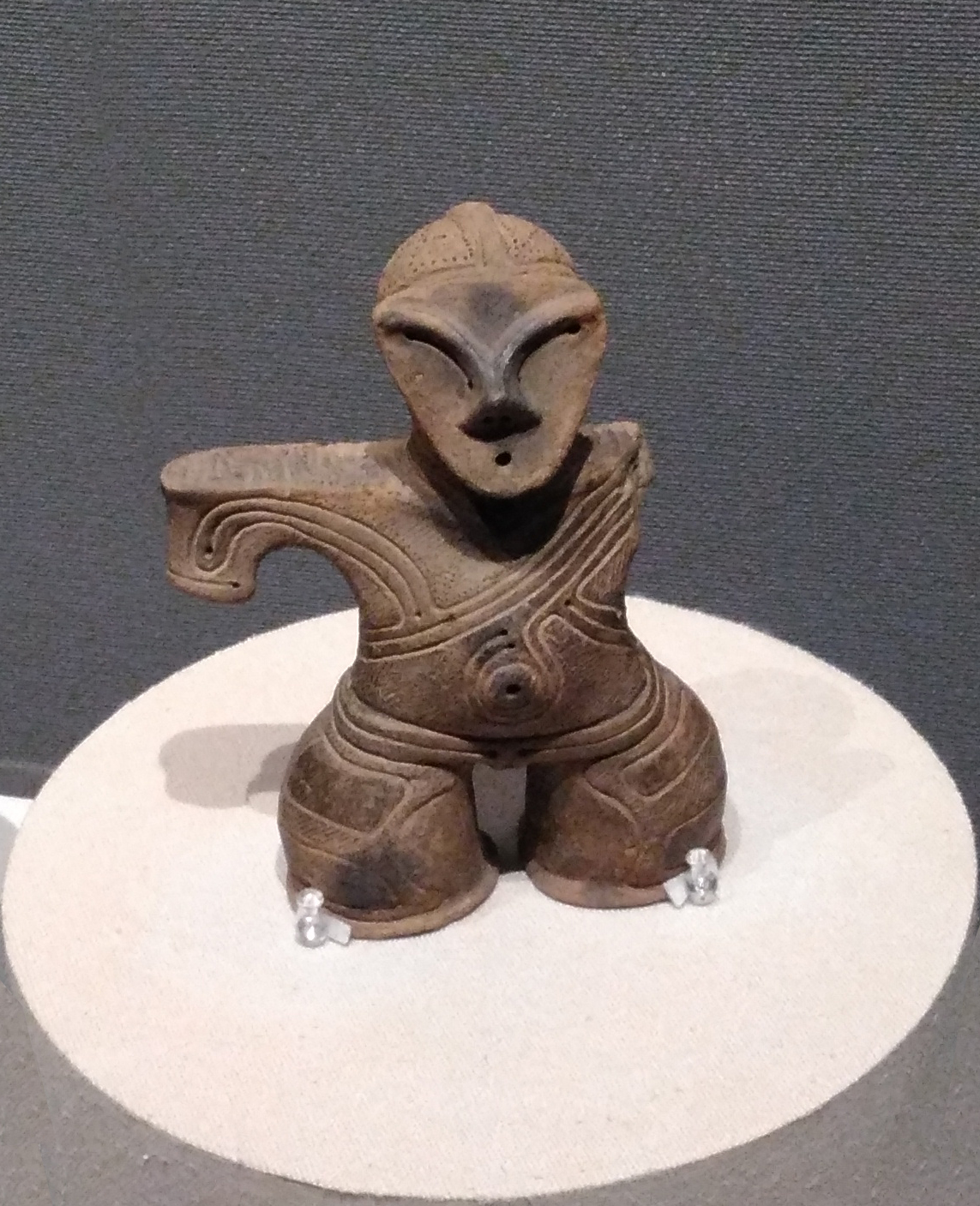
長野県辰野町出土の仮面土偶（複製）／森将軍塚古墳館所蔵。

前期後葉の宮城県糠塚貝塚の土偶に始まる。それは両眼・口の表現の獲得である。それ以降は、東北地方中部に分布する土偶から、顔面の表現が次第にはっきり形作られてゆき、北陸地方や中部高地に広がっていき、中期初頭には「立像土偶」へと移り始め、胴部が板状、頭部が円盤状、正面に目・鼻・口が添えられる程度であるが、短期間に立体化し、自立可能な立像を完成させた。長野県棚畑遺跡出土の「縄文のビーナス」はその到達点である。この急速な変化は、それまでの土偶が子孫繁栄、安産祈願、祭祀等の個人レベルの目的に作られてきたのに対して、同時期より村落共同体レベルでの祭祀にも使われるようになったためと考えられる。つまり、土偶はこの中期前葉になって縄文社会に定着したと思われる。
縄文時代後期になると、ハート形土偶が現れる。後期から晩期にかけて、関東から東北地方では、山形土偶やみみずく土偶、遮光器土偶などが大量に作られる。また、仮面を被ったもの（仮面土偶）なども見られる。九州を除く西日本では人型土偶は稀で、簡略で扁平な分銅形土偶などが多い。
縄文時代晩期には頭部の形状が髪を結ったように見える結髪土偶が現れる。

## 土偶の一覧
ここでは、特筆性の高い個々の土偶について解説する。特筆性の高さは考古学的価値や文化財的価値とイコールではないが、現在のところ、記載すべき土偶はおおむね高い価値を認められたものである。

### 国宝
- 土偶の通称・愛称と、文化財としての指定名称とは異なることが多い。本節ではこの2つを明確に書き分けている。

国宝に指定されている土偶は、2020年現在、全国で5箇を数えるが、いずれも東日本で出土している。さらにそのうちの2箇は長野県の茅野市で出土したものであり、都道府県レベルでも複数という例はほかに無い。
なお、2020年現在、縄文時代の遺物として国宝に指定されているものは、指定の早い順に、縄文のビーナス（1995年）、笹山遺跡出土深鉢形土器（火焔型土器。1999年）、茅空（2007年）、合掌土偶（2009年）、縄文の女神（2012年）、仮面の女神（2014年）であり、笹山遺跡の土器以外は全て土偶である（※愛称のあるものはそれで表記している）。
1. 土偶 棚畑遺跡出土（縄文のビーナス） 
| 棚畑遺跡出土「縄文のビーナス」 |  | 棚畑遺跡出土「縄文のビーナス」 |
| 棚畑遺跡出土「縄文のビーナス」 |  |                                |

出土年月日：1986年（昭和61年）9月8日。
出土地：棚畑遺跡第500号土坑（霧ヶ峰の南斜面の山裾に広がる台地上に営まれた環状集落の遺構で、長野県茅野市米沢よねざわ埴原田はいばらだに所在）。
重要文化財指定年月日：1989年（平成元年）6月12日。指定名称：土偶 一箇 長野県茅野市米沢棚畑遺跡出土（どぐう ながのけんちのしよねざわ たなばたけいせき しゅつど ）
国宝指定年月日：1995年（平成7年）6月15日。指定番号：00037。指定名称：重文指定名称に同じ
所有者：茅野市。保管施設：茅野市尖石縄文考古館（所在地：茅野市豊平4734-132）。
時代：縄文時代中期。年代：紀元前3000年頃～紀元前2000年頃、約5500～約4500年前。
寸法：全高27cm、重量2.14kg。
備考：中実土偶。「縄文のビーナス」の愛称で知られる。縄文時代の遺物として初の国宝（2つ目は火焔型土器で、1999年指定）。土偶として初の国宝。茅野市初の国宝。
2. 土偶 著保内野遺跡出土（茅空） 

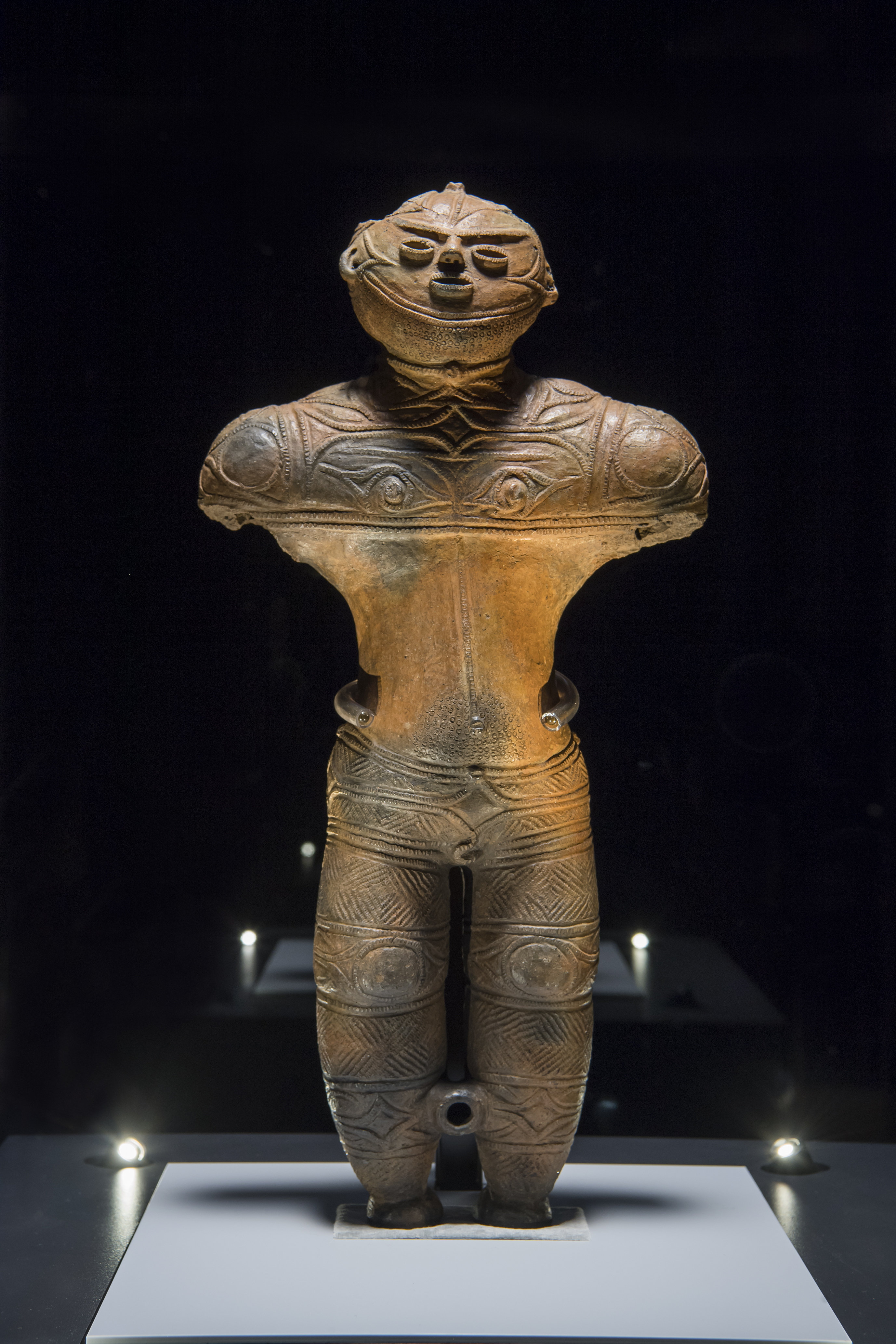
著保内野遺跡出土
「茅空」

出土年月日：1975年（昭和50年）8月24日。
出土地：著保内野遺跡（北海道茅部郡南茅部町〈現・函館市尾札部町南茅部〉にある個人所有地の畑に所在する集団墓の遺構で、調査終了後は埋め戻された。ゆえに詳しい現地情報は積極的に公開されない）。
重要文化財指定年月日：1979年（昭和54年）6月6日。指定名称：土偶 一箇 北海道茅部郡南茅部町著保内野出土
所有者：南茅部町が函館市に編入される前は同町、編入後は函館市。収蔵者：南茅部町役場。
国宝指定年月日：2007年（平成19年）6月8日。指定番号：00042。指定名称：土偶 一箇 北海道函館市著保内野遺跡出土（どぐう ほっかいどう はこだてし ちょぼないのいせき しゅつど）
所有者：函館市。保管施設：函館市縄文文化交流センター（所在地：函館市臼尻町551-1）。
時代：縄文時代後期後半。年代：約3500年前。
寸法：全高41.5cm、肩幅20.1cm、重量1.745kg。
備考：中空土偶。出土地「南茅部」の「茅」と「中空土偶」の「空」に由来する愛称「茅空（かっくう）」でも知られる。現存する中空土偶としては日本最大。土偶として2件目の国宝。北海道で唯一の国宝。出土後の30年以上を町役場の収入役の金庫室の金庫の中の桐箱に収められ保管されていたが、発見から31年目の2007年（平成19年）3月に国宝指定の答申があり、一転して脚光を浴びる存在となった。スミソニアン博物館や大英博物館など世界の名立たる博物館で展示された後、同年6月に国宝の指定を受けた。
3. 土偶 八戸市風張1遺跡出土（合掌土偶） 

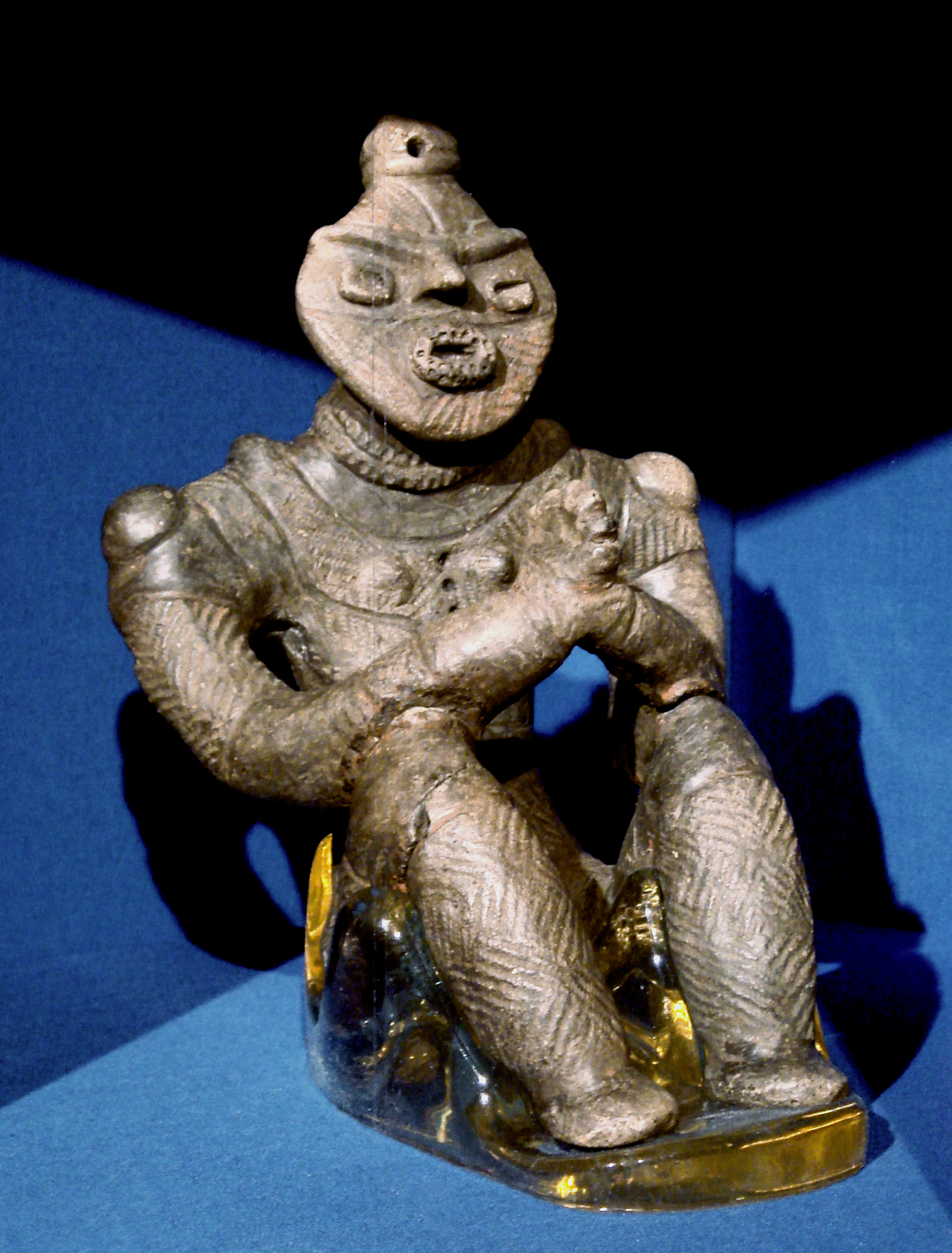
風張1遺跡出土
「合掌土偶」

出土年月日：1989年（平成元年）7月。
出土地：八戸市の風張(1)遺跡（新井田川下流域右岸、是川遺跡の対岸にあたる、青森県八戸市是川風張に所在）。
重要文化財指定年月日：1997年（平成9年）6月30日。指定名称：土偶単独の指定ではなく、重要文化財「青森県八戸市風張1遺跡出土品」として一括指定された遺物（縄文時代後期後半の土器類131箇、土製品類177箇（土偶16箇を含む）、石器・石製品類356箇の一括）に含まれる1箇であった。2009年に、この中から「合掌土偶」と呼ばれる土偶1箇のみが分割されて国宝に指定された。
国宝指定年月日：2009年（平成21年）7月10日。指定番号：00044。指定名称：土偶 一箇 青森県八戸市風張1遺跡出土（どぐう あおもりけん はちのへし かざはりいちいせき しゅつど）
所有者：八戸市。保管施設：八戸市埋蔵文化財センター 是川縄文館（所在地：八戸市是川横山1）。
時代：縄文時代後期後半。年代：約3500年前。
寸法：高さ19.8cm、幅14.2cm、奥行15.2cm。
備考：「合掌土偶」の愛称で知られる。足や腰の割れ目には天然アスファルトを接着剤のように塗った跡があり、修復しながら使っていた可能性もある。
4. 土偶 西ノ前遺跡出土（縄文の女神） 
| 西ノ前遺跡出土「縄文の女神」 |  | 西ノ前遺跡出土「縄文の女神」 |
| 西ノ前遺跡出土「縄文の女神」 |  |                              |

出土年月日：1992年（平成4年）8月4日〜8月6日。
出土地：西ノ前遺跡（最上小国川左岸の河岸段丘上に位置する、山形県最上郡舟形町舟形字西ノ前505-11、現在の西ノ前遺跡公園に所在）。
重要文化財指定年月日：1998年（平成10年）6月30日。指定名称：土偶 一箇 附 土偶残欠47点 山形県西ノ前遺跡出土（どぐう つけたりどぐうざんけつ やまがたけん にしのまえいせき しゅつど ）
国宝指定年月日：2012年（平成24年）9月6日。指定番号：00045。指定名称：重文指定名称と同じ。
所有者：山形県。保管施設：山形県立博物館（所在地：山形市霞城町1-8）。
時代：縄文時代中期。年代：紀元前2千年紀、約4500年前。
寸法：全高45.0cm。肩幅約16.8cm、腹厚約7cm、股下脚長約15cm、重量（復元重量）3.155kg。
備考：「縄文の女神」の愛称で知られる。2014年現在、日本最大の土偶である（最も“長身”で最も重い）。舟形町で唯一の国宝。
5.土偶 中ッ原遺跡出土（仮面の女神） 
| 中ッ原遺跡出土「仮面の女神」 |  | 中ッ原遺跡出土「仮面の女神」 |
| 中ッ原遺跡出土「仮面の女神」 |  |                              |

出土年月日：2000年（平成12年）8月23日。
出土地：中ッ原遺跡（八ヶ岳連峰西麓の細長い屋根状台地の上に位置する、長野県茅野市湖東6404、現在の中ッ原縄文公園に所在）。
重要文化財指定年月日：2006年（平成18年）6月9日。指定名称：土偶 一箇 附 土器8点 長野県中ッ原遺跡出土（どぐう つけたりどき ながのけん なかっぱらいせき しゅつど）
国宝指定年月日：2014年（平成26年）8月21日。指定番号：00046。指定名称：重文指定名称と同じ。
所有者：茅野市。保管施設：茅野市尖石縄文考古館（所在地：茅野市豊平4734-132）。
時代：縄文時代後期前半。年代：約4000年前。
寸法：全高34cm、重量2.7kg。
備考：「仮面の女神」の愛称で知られる、仮面土偶。茅野市で2件目の国宝（1件目は「縄文のビーナス」）。

### 重要文化財
- 国の重要文化財に指定されている土偶は、出土地を基準に都道府県別で北から順に記載する（ISO 3166-2:JP準拠）。同じ都道府県内では、指定年次の古い順に記載する。保管場所は必ずしも明らかでない場合もあるため、基準としていない。

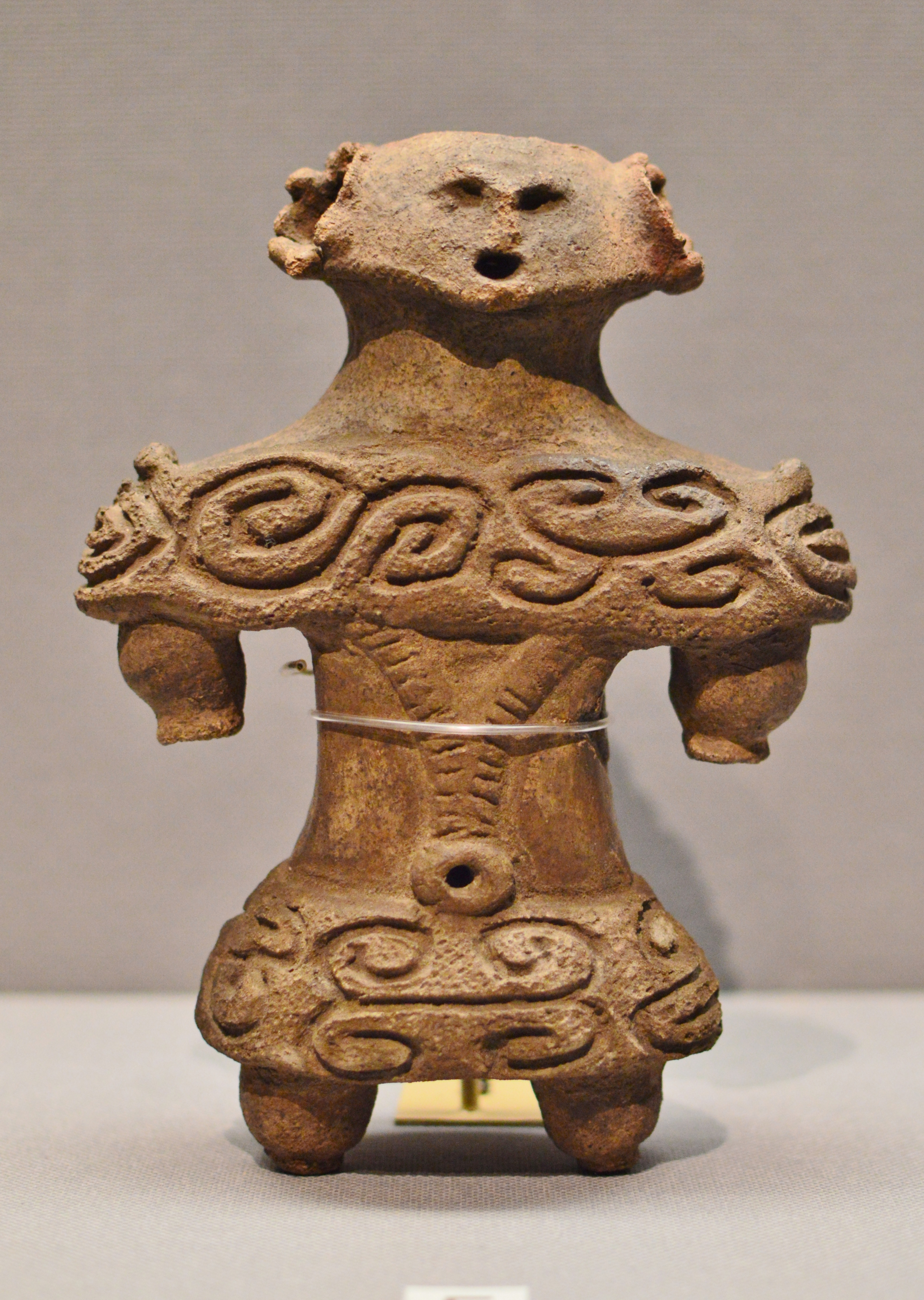
輪西遺跡出土

- 土偶 輪西遺跡出土 [54][55]

出土年月日：1918年（大正7年）（月日不明）。
出土地：輪西遺跡わにしいせきの貝塚（北海道室蘭郡輪西村〈現・室蘭市大沢町の端の江地区〉に所在）。
重要文化財指定年月日：1962年（昭和37年）6月21日。指定番号：＿＿。指定名称：土偶 一箇 北海道室蘭市輪西町出土
時代：縄文時代晩期前半。年代：紀元前10世紀～紀元前5世紀、約1000年前～約400年前。所有者：国立文化財機構。保管施設：東京国立博物館（列品番号：J-36872）。
寸法：全高18.4cm、幅14.5cm、厚さ7.2cm。
備考：中空土偶。「輪西遺跡出土の土偶」「輪西中空土偶」などと呼ばれる。
| 亀ヶ岡遺跡出土 |  | 亀ヶ岡遺跡出土 |
| 亀ヶ岡遺跡出土 |  |                |

- 土偶 亀ヶ岡遺跡出土 [64]

出土年月日：1886年（明治19年）（月日不明）。
出土地：亀ヶ岡遺跡（青森県つがる市木造亀ヶ岡きづくりかめがおか）。
重要文化財指定年月日：1957年（昭和32年）2月19日。指定番号：＿＿。指定名称：土偶 一箇 青森県西津軽郡木造町亀岡出土
時代：縄文時代晩期前半。年代：約1000年前～約400年前（現在の西暦から？1025年～1625年とでも？それとも紀元前？）。所有者：国立文化財機構。保管施設：東京国立博物館（列品番号：J-38392）。
寸法：全高36.7cm。
備考：中空土偶、遮光器土偶。亀ヶ岡遺跡から出土する土器群、その名も「亀ヶ岡式土器」は、多様性と洗練性を極め、先進性（黒光りするまで磨き上げたものや、弁柄（べんがら）を混ぜた漆で赤く塗られたものまである）も認められるもので、縄文土器の最高傑作といわれているが、係る土偶もそのような文化の中で作成されている。
影響：
- 土偶 三内丸山遺跡出土 [68]

出土年月日：＿＿。
出土地：三内丸山遺跡（沖館川左岸の河岸段丘上に位置する、青森県青森市三内丸山に所在）。
重要文化財年月日：2003年（平成15年）5月19日。指定番号：＿＿。指定名称：＿＿。
員数：1箇。時代：縄文時代中期。年代：紀元前3000年頃～紀元前2000年頃。所有者：青森県。保管施設：青森県教育庁文化財保護課。
寸法：全高32cm。
備考：「青森県三内丸山遺跡出土品」として一括指定された物件のうちの1点。日本最大級の板状土偶。今まで用いられた名称として「十字形土偶」（使用者：東京国立博物館）もある。
- 土偶 有戸鳥井平4遺跡出土（縄文くらら） [69][70][71][72]

出土年月日：1998年（平成10年）（月日不明）。
出土地：有戸鳥井平4遺跡ありととりいたいよんいせき（陸奥湾の支湾をなす野辺地湾に面した海岸段丘上に位置する、青森県上北郡野辺地町123に所在）。
重要文化財指定年月日：2012年（平成24年）9月6日。指定番号：00603。指定名称：土偶 一箇 附 深鉢形土器3点 青森県有戸鳥井平4遺跡出土
時代：縄文時代後期。年代：＿＿。所有者：野辺地町。保管施設：野辺地町立歴史民俗資料館。
寸法：全高約32cm。
備考：板状立脚土偶。野辺地町が公募した上で2018年（平成30年）3月下旬に決定した愛称「縄文くらら」は、アニメ『アルプスの少女ハイジ』の有名なフレーズ「クララが立った」を意識したもの。
- 土偶頭部 萪内遺跡出土 [74][75][76]

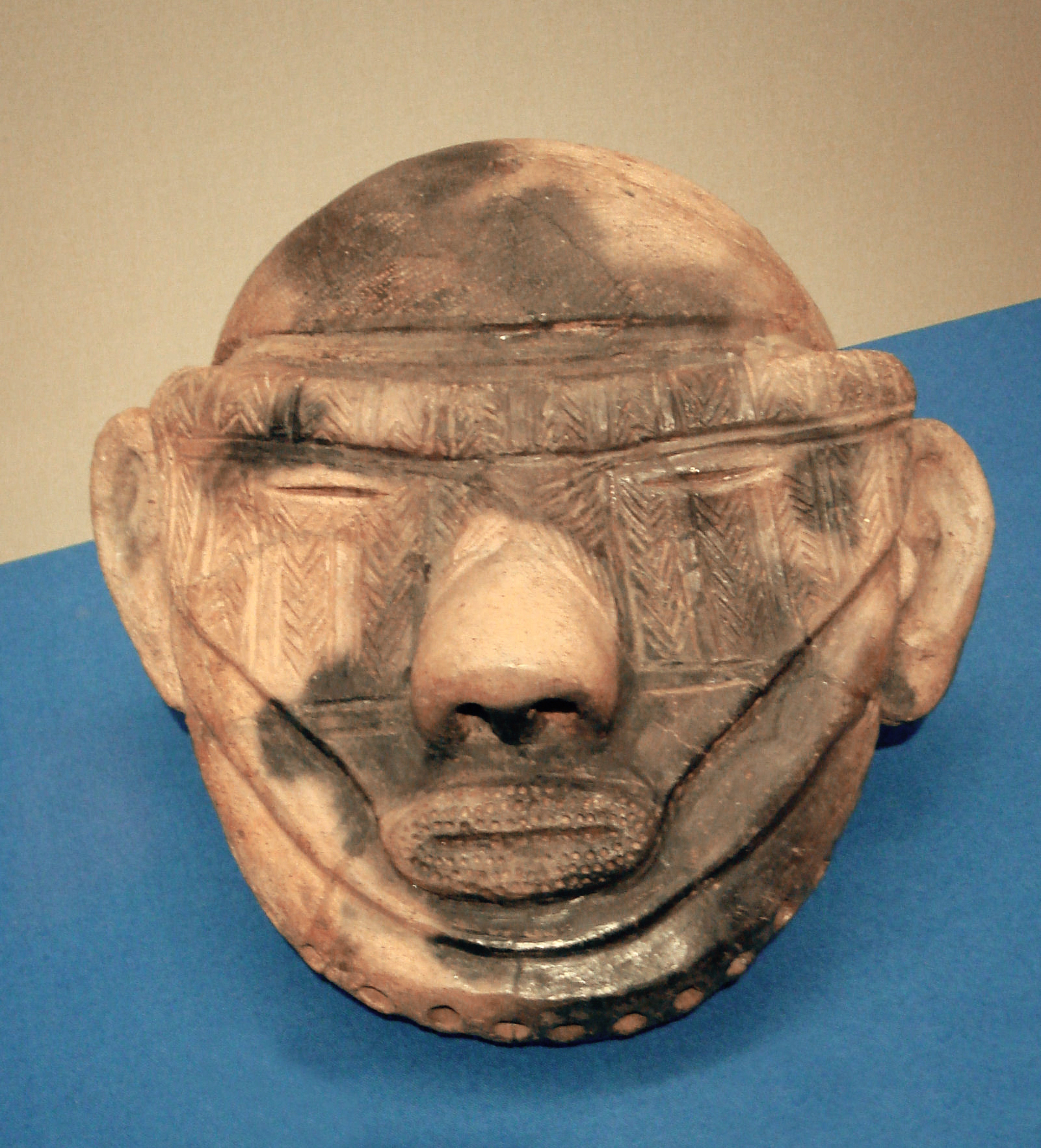
萪内遺跡出土

出土年月日：1976年～1980年の間（昭和51年～55年の間）。
出土地：萪内遺跡しだないいせき（繋温泉から西へ約1km、雫石川が形成した完新世河岸段丘上に位置する、岩手県盛岡市繋萪内河原に所在）。
重要文化財指定年月日：1984年（昭和59年）6月6日。指定番号：00403。指定名称：土偶頭部 一箇 岩手県盛岡市繋萪内遺跡出土（どぐうとうぶ いわてけん もりおかし つなぎ しだないいせき しゅつど）。
時代：縄文時代後期。所有者：国（文化庁）。保管施設：岩手県立博物館。
寸法：全長23cm、全幅（左耳の端と右耳の端の直線距離）22.3cm。実際の人間とほぼ同じ大きさ。
備考：遮光器土偶。
- 土偶 手代森遺跡出土 [78]

出土年月日：＿＿。
出土地：手代森遺跡（北上川中流域左岸に形成された小規模な河岸段丘上に位置する、岩手県都南村手代森〈現・盛岡市手代森〉に所在）。
重要文化財指定年月日：1989年（平成元年）6月12日。指定番号：00444。指定名称：土偶 一箇 岩手県紫波郡都南村手代森遺跡出土
所有者：国（文化庁）。保管施設：岩手県立博物館。
寸法：全高31cm、体幅19cm、厚さ9.5cm、重量（復元重量）約1kg。
備考：遮光器土偶。
- 土偶 恵比須田遺跡出土 [79]

| 恵比須田遺跡出土 |  | 恵比須田遺跡出土 |
| 恵比須田遺跡出土 |  |                  |

出土年月日：1943年（昭和18年）（月日不明）。
出土地：恵比須田遺跡（宮城県大崎市田尻蕪栗恵比須田）。
重要文化財指定年月日：1981年（昭和56年）6月。指定番号：＿＿。指定名称：土偶 一箇 宮城県遠田郡田尻町蕪栗恵比須田出土
時代：縄文時代晩期前半。年代：約3000年前。所有者：国立文化財機構。保管施設：東京国立博物館（列品番号：J-38304）。
寸法：全高36.1cm、肩幅21.0cm。
備考：遮光器土偶。
- 土偶 五郎前遺跡出土

出土年月日：1915年（大正4年）春。
出土地：五郎前遺跡（塩根川左岸の河岸段丘上に位置する、山形県最上郡真室川町釜渕字五郎前に所在）。
重要文化財指定年月日：1965年（昭和40年）5月29日。指定番号：＿＿。指定名称：土偶 一箇 山形県最上郡真室川町大字釜渕字五郎前出土
時代：縄文時代晩期。所有者：正源寺（山形県最上郡真室川町大字安久津2117に所在）。保管施設：＿＿。
寸法：全高23.4cm、肩幅19cm。仰向けにした時の臍の高さは6.5cm。
備考：大洞A’式の形式の土偶。縄文時代晩期の完形土偶としては全国唯一のもの。
- 土偶 上岡遺跡出土 [84][85]

出土年月日：1952年（昭和27年）12月15日。
出土地：上岡遺跡（福島盆地の丘陵部、摺上川の河岸段丘上に位置する、福島県福島市飯坂町東湯野字上岡・宮西に所在）。
重要文化財指定年月日：2011年（平成23年）6月27日。指定番号：00597。指定名称：土偶 一箇 福島県上岡遺跡出土
時代：縄文時代後期。年代：約3500年前。所有者：福島市。保管施設：宮畑遺跡史跡公園体験学習施設。
寸法：全高21.3cm、幅11.5cm。
備考：膝を立ててしゃがみこみ腕を組む得意な姿勢の妊婦を表した土偶。座産あるいは祈りを捧げる姿勢と推定されている。

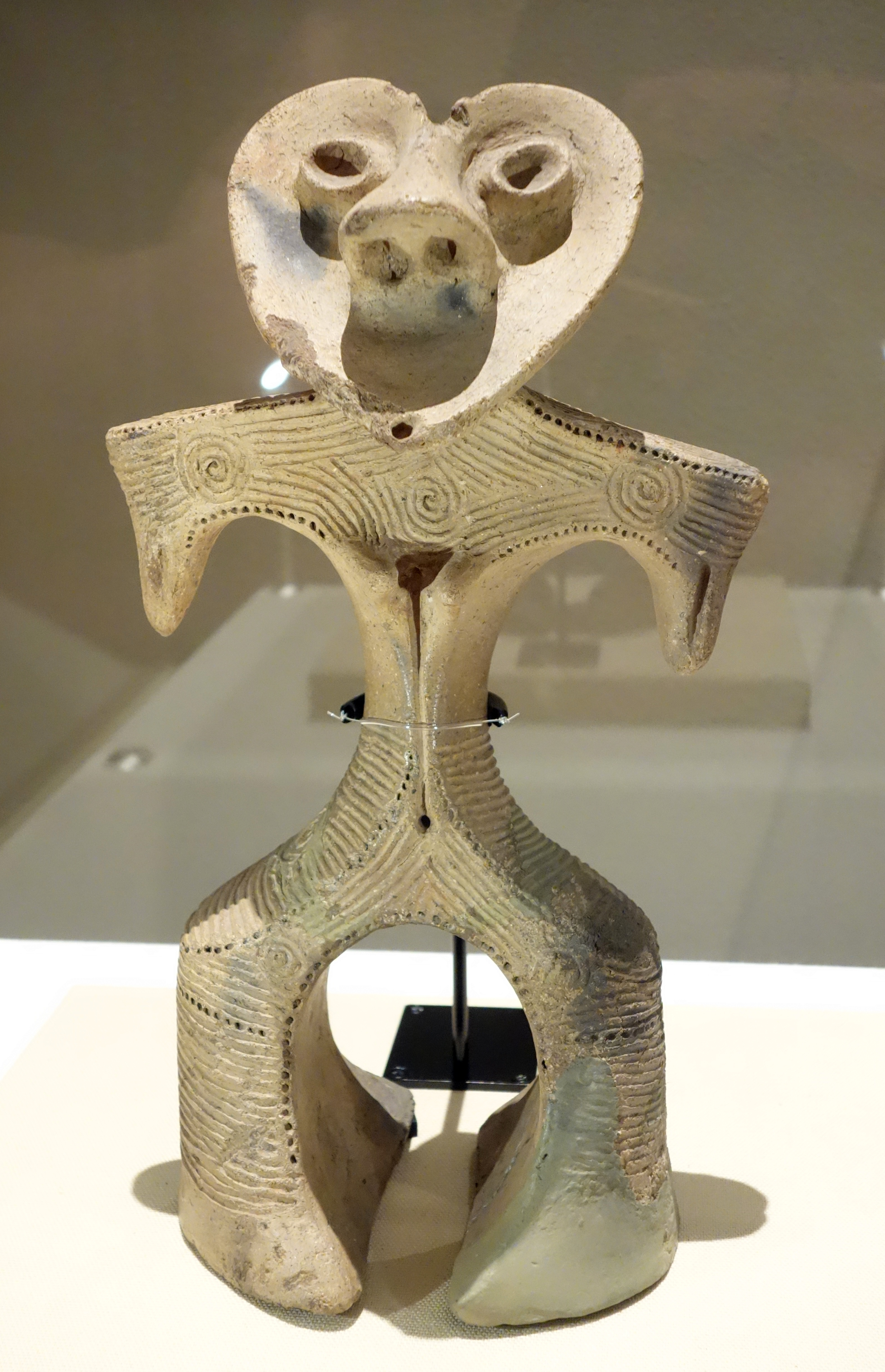
郷原遺跡出土

- 土偶 郷原遺跡出土（ハート形土偶）

出土年月日：1941年（昭和16年）（月日不明）。
出土地：郷原遺跡ごうばらいせき（群馬県吾妻郡岩島村郷原橋場〈現・東吾妻町郷原橋場〉に所在）。
重要文化財指定年月日：1965年（昭和40年）5月29日。指定番号：＿＿。指定名称：土偶 一箇 群馬県吾妻郡吾妻町郷原出土
時代：縄文時代後期。年代：紀元前2000年頃～紀元前1000年頃。所有者：個人。保管施設：東京国立博物館。
寸法：全高30.5cm。
備考：ハート形土偶の典型。

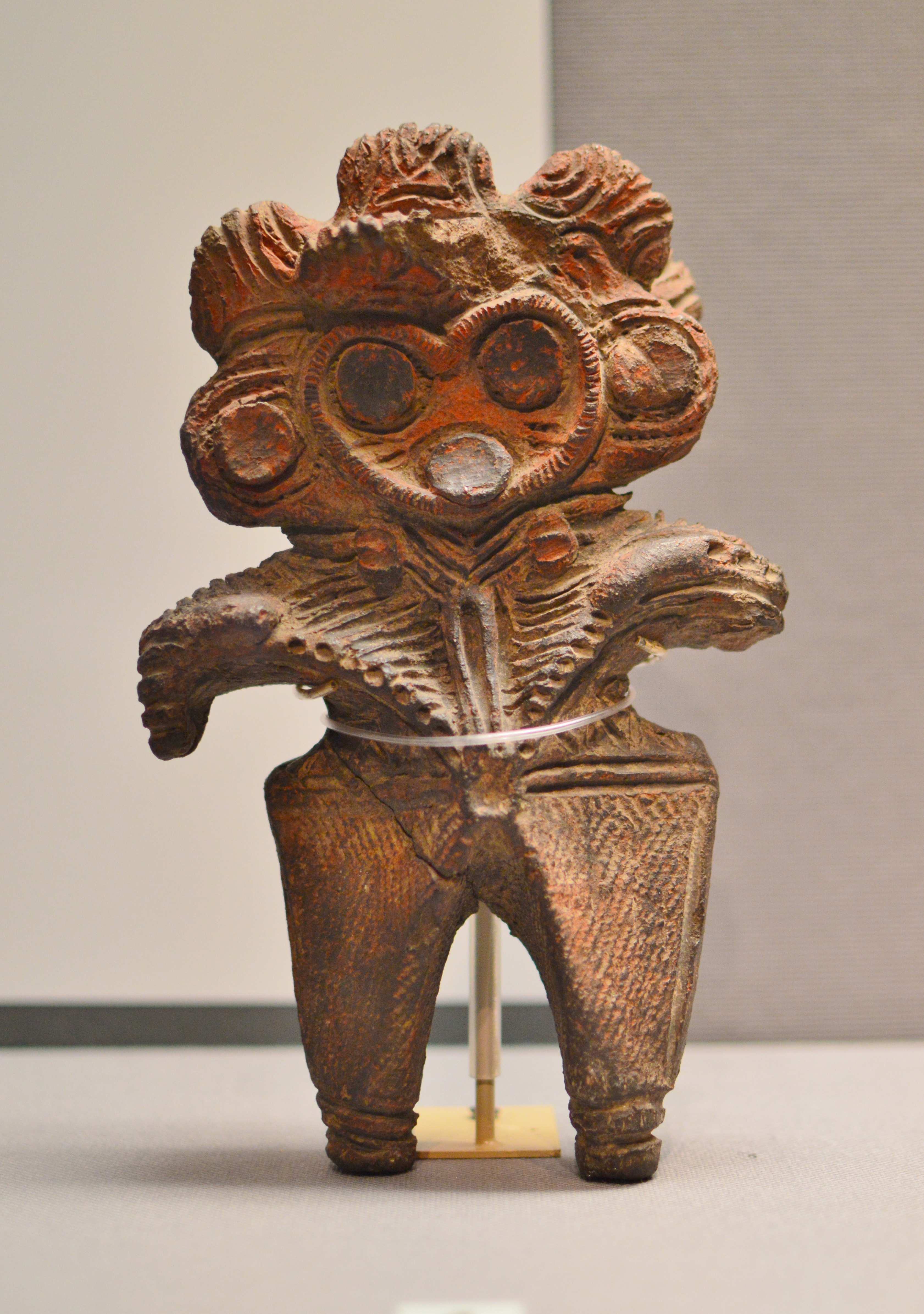
真福寺貝塚出土

- 土偶 真福寺貝塚出土（みみずく形土偶） [87]

出土年月日：1926年（大正15年）（月日不明）。
出土地：真福寺貝塚（大宮台地の岩槻支台上に位置する集落遺跡で、埼玉県さいたま市岩槻区城南3丁目に所在）。
重要文化財指定年月日：1961年（昭和36年）2月17日。指定番号：＿＿。指定名称：土偶 一箇 埼玉県岩槻市真福寺貝塚出土
時代：縄文時代後期後半から晩期前半。年代：約2000年前～約1000年前。所有者：国立文化財機構。保管施設：東京国立博物館（列品番号：J-39223）。
寸法：全高20.5cm。
備考：長らく個人蔵であったが、2003年（平成15年）に東京国立博物館が購入し、館蔵品となった。
- 土偶 余山貝塚出土 [92]

出土年月日：＿＿。
出土地：余山貝塚よやまかいづか（利根川河口域に注ぎ込む高田川の河岸段丘上に位置する、千葉県海上郡海上村余山〈現・銚子市余山町338〉に所在）。
重要文化財指定年月日：1961年（昭和36年）2月17日。指定番号：＿＿。指定名称：土偶 一箇 千葉県銚子市（旧海上郡海上村）余山貝塚出土
時代：縄文時代後期。所有者：公益財団法人辰馬考古資料館。保管施設：辰馬考古資料館（兵庫県西宮市松下町2-28に所在）。
寸法：
備考：
- 土偶形容器 中屋敷遺跡出土 [93][94][95]

出土年月日：1934年（昭和9年）（月日不明）。
出土地：中屋敷遺跡なかやしきいせき（神奈川県足柄上郡大井町山田672-33に所在）。
重要文化財指定年月日：1961年（昭和36年）2月17日。指定番号：＿＿。指定名称：土偶 一箇 附 骨片一括 神奈川県足柄上郡大井町大字山田字中屋敷出土
時代：縄文時代晩期あるいは弥生時代最初頭。所有者：大井町内の個人。保管施設：＿＿。
寸法：全高26.7cm、横幅13.7cm、厚み8.7cm。
備考：蔵骨器であったことが分かっており、もはや土偶ではないという解釈も成り立つし、土偶の最終的形状とも言える。
- 土偶 坂上遺跡出土 [97][98]

出土年月日：1974年（昭和49年）（月日不明）。
出土地：坂上遺跡さかうえいせき（八ヶ岳の南西麓に位置する、長野県諏訪郡富士見町落合に所在）。
重要文化財指定年月日：2015年（平成27年）9月4日。指定番号：00630。指定名称：土偶 一箇 長野県坂上遺跡出土
時代：縄文時代中期後半。年代：約4500年前～約4000年前。所有者：富士見町。保管施設：井戸尻考古館。
寸法：全高23.3cm、最大幅13.4cm、厚さ6.2cm（腰の部分）。
備考：全身がほぼ完存する中実の立像土偶。
- 土偶 上野原遺跡出土[100]

出土年月日：1991年-1994年（平成3-6年）（月日不明）。
出土地：上野原遺跡うえのはらいせき(鹿児島県霧島市国分上野原縄文の森１−１に所在）。
重要文化財指定年月日：1998年（平成10年）6月30日。指定番号：00524。指定名称：鹿児島県上野原遺跡出土品
時代：縄文時代早期後半
年代：約7500年前 所有者：(公財) 鹿児島県文化振興財団上野原縄文の森 保管施設：鹿児島県立埋蔵文化財センター。
寸法：不明。
備考：九州で現存最古の土偶で、胸に明瞭な乳房表現や肋骨様の細沈線文が描かれる。

### その他の文化財
- 土偶 粥見井尻遺跡出土 [103][104]

出土年月日：未確認。遺跡の発見は1996年（平成8年）9月。
出土地：粥見井尻遺跡かゆみいじりいせき（伊勢湾に注ぐ櫛田川の左岸の河岸段丘上に位置する、三重県松阪市飯南町粥見井尻に所在。現在の粥見井尻遺跡公園）。
三重県指定有形文化財。指定年月日：2004年（平成16年）3月17日。指定名称：＿＿＿。
員数：2箇。時代：縄文時代草創期後半。年代：紀元前11000年前後、約1万3000年前。所有者：三重県。保管施設：三重県埋蔵文化財センター。
寸法：女性の上半身（頭部・胸・腹部）を象った1箇は、全高6.8cm、横幅4.2cm、厚さ2.6cm。もう1箇は頭部のみ。
備考：この2箇は、これまで知られている限りで日本最古級の土偶であるが、後述する滋賀県の相谷熊原遺跡で新たに発見されたものが最古級の1箇として加わり、3箇を数えることとなった。研究者による名称として「粥見井尻土偶」がある。小形でやや厚みのある板状のもので、頭部と両腕を突起で表現しており、顔や手足の表現がないが、乳房は明瞭に表現されている。
- 土偶 相谷熊原遺跡出土 [106][107][108][109]

出土年月日：2010年（平成22年）5月26日。
出土地：相谷熊原遺跡あいだにくまはらいせき（愛知川が湖東平野に流れ込む先端部に位置する、滋賀県東近江市永源寺相谷町に所在）。
滋賀県指定有形文化財（土器364箇・石器170箇と共に指定）。指定年月日：2015年（平成27年）12月18日。指定名称：相谷熊原遺跡出土品 土偶 土器 石器。
員数：1箇。時代：縄文時代草創期後半。年代：紀元前11000年前後、約1万3000年前。所有者：滋賀県。保管施設：＿＿＿。
寸法：全高3.1cm、最大幅2.7cm。重量14.6g。
備考：これまで知られている限りで日本最古級の土偶の一つ。研究者による名称として「相谷土偶」がある。
- 日ノ浜遺跡出土の動物土偶 [110]

出土年月日：1966年（昭和41年）の7月24日から8月5日の間。
出土地：日ノ浜遺跡ひのはまいせき（津軽海峡に面した砂丘に位置する、北海道亀田郡恵山町〈現・函館市高岱町〉に所在）。
北海道指定有形文化財。指定年月日：1970年（昭和45年）2月12日。指定番号：＿＿。指定名称：＿＿。
員数：1箇。時代：縄文時代晩期。年代：＿＿。所有者：函館市。保管施設：市立函館博物館。
寸法：体長5.6cm、体高4.2cm。
備考：瓜坊（猪の子）の土偶。縄文時代の北海道に猪は棲息しておらず、この土偶は盛んに交流していた本州から交易品として道南に伝わり、祭事などに使用されていたと考えられる。

## その他
- 世界最古の土偶（※最広義）としては、2014年現在、チェコ共和国で出土した旧石器時代のものであるとみられる。ただし、住居が火事を起こした結果として粘土製品が偶然に素焼きになってしまったという説もある[114]。

- 神奈川県横浜市栄区公田町にある公田ジョウロ塚遺跡からは、高約16.5cm・幅約20cmの巨大な人頭形土器破片が出土しており「人面把手（顔面把手）」と呼ばれている（神奈川県立歴史博物館蔵[115]）。土器に付けた把手だといわれているが、これが取り付けられていたとすると超大型土器になるので土偶説がある[116]。しかし科学分析でも結局正体は解っていない[117]。ただし把手にしても土偶にしても、人間の頭を形作った縄文時代の粘土製品として日本最大級である[117]。